# Condom, Gers
Condom este o comună în departamentul Gers din sudul Franței. În 2009 avea o populație de 7.099 de locuitori.

## Evoluția populației
| An        | 1975  | 1982  | 1990  | 1999  | 2006  | 2009  |
| --------- | ----- | ----- | ----- | ----- | ----- | ----- |
| Populație | 7.853 | 7.634 | 7.717 | 7.251 | 7.158 | 7.099 |

 Este și un oraș în Franța, sub-prefectură a departamentului Gers, în regiunea Midi-Pirinei.

## Personalități născute aici
- Alphonse Dupront (1905 - 1990), istoric;
- Sarah Maldoror (1929 - 2020), regizoare;
- Yves Navarre (1940 - 1994), scriitor.